# 로렌스 몬테인
로렌스 몬테인(Lawrence Montaigne, 1931년 2월 26일 ~ 2017년 3월 17일)은 미국의 배우, 텔레비전 배우, 영화배우, 각본가, 스턴트 배우, 번역가이다.
브루클린에서 태어났으며 헨더슨에서 사망하였다.

## 영화
- 다코타 (1988년)
- 라이센스 투 킬 (1984년)
- 악령의 리사 (1981년)
- 차타레 부인 (1977년)
- 마녀의 산 (1975년)
- 인베이더 - 시리즈 (1967년)
- 토브럭 (1967년)
- 타임 터널 (1966년)
- 배트맨 - 66년 TV 시리즈 (1966년) - 어린 삼인방 3 역
- 제5전선 (1966년)
- FBI (1965년)
- 첩보원 0011 (1964년)
- 도망자 (1963년)
- 대탈주 (1963년)
- 더 몽골스 (1961년)